# Missie Middelkerke
Missie Middelkerke is het 286e stripverhaal van Jommeke. De reeks wordt getekend door Studio Jef Nys. Het album verscheen op 21 juni 2017.

## Personages
- Jommeke
- Flip
- Filiberke
- Kokobanana
- Jan Haring
- kleine rollen : Viergo, Teofiel, Marie, generaal Donderkop, generaal Vlamkruit, minister van landsverdediging, B.P., burgemeester van Middelkerke ...

## Verhaal
Wanneer het met zonne-energie aangedreven vliegtuig van Viergo op de luchthaven van Oostende landt, wijst Teofiel Jommeke op het milieubewuste karakter van dit project. Jommeke stelt echter dat hij Viergo al lange tijd voor was met zijn straalvogel. Ze vragen zich af waarom het leger nooit verder gewerkt heeft met zijn uitvinding, maar worden door generaal Donderkop meteen brutaal afgewimpeld. daarop besluiten ze de vroegere generaal Vlamkruit op te zoeken die in Middelkerke blijkt te wonen. Daar ontmoetten ze ook Kokobanana terug, de chimpansee die indertijd de Straalvogel bediende en bij de generaal blijkt te wonen. Daar vernemen ze dat de generaal van het leger weggestuurd werd door de Straalvogel. De plannen en prototypes werden vernietigd, maar de generaal vertelt de vrienden dat hij stiekem de bruikbare onderdelen van het wrak van de eerste Straalvogel in de militaire basis van Lombardsijde verborgen heeft.
Jommeke, Filiberke, Flip en Kokobanana sluipen 's nachts de basis binnen en vinden de wrakstukken van de Straalvogel terug. Ze slagen erin het vliegtuig te herstellen en weg te vliegen. Hun vlucht wordt echter gezien en gemeld aan generaal Donderkop die meteen de minister van landsverdediging verwittigt. Deze schakelt een huurling, B.P., in om het vliegtuig en zijn passagiers te laten verdwijnen. Ondertussen merkt ook Viergo de Straalvogel op. Hij ontmoet de vrienden en na een proefvlucht wil hij met hen samenwerken om een propere luchtvaart te realiseren. Ze worden echter ook door B.P. gespot die hen wil volgen met een gestolen oldtimer vliegtuig. Hij slaagt er in de Straalvogel van een zender te voorzien en achtervolgt hen wanneer de vrienden richting zee vliegen. Ter hoogte van een windmolenpark kan de boef de Straalvogel neerschieten waarna die op zee neerstort. De vrienden kunnen zich echter redden en klimmen op een windmolen. Flip besluit Jan Haring te verwittigen die de vrienden met zijn schip kan ophalen. Onderweg ontdekt hij echter B.P. die zijn vliegtuig in brand steekt. Flip kan zijn smartphone bemachtigen. Samen met Jan Haring kan hij de schurk overmeesteren en opsluiten in het huis van Jan Haring.
De vrienden worden door Jan Haring opgepikt en ontdekken dat de smartphone hun naar de Straalvogel leidt. Ze kunnen het wrak uit het water vissen en naar wal slepen. Ondertussen is B.P. echter ontsnapt. Per toeval ontmoeten ze elkaar terug en kan B.P. de vrienden overmeesteren. Hij vaart met hen in De Kuip terug naar zee en vertelt hen dat hij voor de oliemaatschappijen werkt. Die willen niet dat er met water gevlogen wordt en hebben de minister en enkele mensen uit de legerleiding in hun macht. Daarop maakt hij een gat in de romp van de boot en wil hij het schip met de vrienden laten zinken. Flip is echter ontsnapt en kon generaal Vlamkruit verwittigen. Die schakelt zijn vrienden in het leger in en komen net op tijd om B.P. te overmeesteren en De Kuip te redden. De minister en corrupte legerleiders worden ontslagen. Jommeke en zijn vrienden worden gehuldigd in Middelkerke waar de nieuwe Straalvogel in het lokale park een laatste rustplaats krijgt en een nieuw vliegtuig van Viergo op zonne-energie en water aangekondigd wordt.

## Achtergronden bij het verhaal
- In dit verhaal maakt het vliegtuig, De straalvogel (uit het gelijknamige album) een wederoptreden, net als de personages Kokobanana en generaal Vlamkruit.
- Het personage Viergo is gebaseerd op zakenman en Virginbaas Richard Branson.
- Jean Blaute, een Vlaams songwriter, producer en televisiepersoonlijkheid krijgt in dit album een cameo als bestuurder van een auto. Dit verwijst naar zijn televisieprogramma over Belgische bieren, 'Tournée Générale.
- De burgemeester van Middelkerke is gebaseerd op de toenmalige burgemeester Janna Rommel-Opstaele.
- De standbeelden van onder meer Marcel Kiekeboe, Suske en Wiske en Urbanus duiken op in dit verhaal. Deze beelden zijn te bezichtigen op de zeedijk van Middelkerke.
- Het appartementsgebouw waarin generaal Vlamkruit woont, is het Grand Hôtel Bellevue, ook wel gekend als 'De Rotonde' in Westende.
- In het album worden tal van bezienswaardigheden uit Middelkerke getoond : de stripstandbeelden, de Rotonde, de kusttram, het waterreservoir 'Dronkenput', de Warandetoren, golfterrein Westgolf, vakantieverblijf Holiday Suites, de Thorntonbank ...Tevens is er ook een verwijzing naar het jaarlijkse stripfestival in Middelkerke.
- Flip grapt tijdens een eresaluut aan de generaal dat hij de Brabançonne wil aanheffen, maar met de Marseillaise in zijn kop zit. Dit verwijst naar de beroemde passage van premier Yves Leterme tijdens de Nationale feestdag in 2007 waarbij hij het Franse volkslied aanhief op vraag van een journalist i.p.v. het Belgische.
- In 2017 werd de straalvogel nagebouwd als kunstwerk en speeltuig voor het Middelkerkse Normandpark. Het werd opgebouwd uit gerecycled materiaal. Tegelijkertijd verscheen dit album, waarin de straalvogel opnieuw opduikt.[1]